# Lavernay
Lavernay – miejscowość i gmina we Francji, w regionie Burgundia-Franche-Comté, w departamencie Doubs.
Według danych na rok 1990 gminę zamieszkiwało 401 osób, a gęstość zaludnienia wynosiła 52 osoby/km² (wśród 1786 gmin Franche-Comté Lavernay plasuje się na 377. miejscu pod względem liczby ludności, natomiast pod względem powierzchni na miejscu 590.).